# Flaschenkinder
Flaschenkinder ist ein Dokumentarfilm von Peter Krieg aus dem Jahr 1974. Der Film zeigt, wie Nestlé künstliche Babynahrung in Afrika verbreitete und dadurch Säuglingssterblichkeit förderte.
Der Film wurde von Teldoc Film produziert. Er wurde im Februar 1974 uraufgeführt und durch Zentral-Film verliehen. Sein englischer Titel ist Bottle babies. Beim Internationalen Festival Science & Technology 1976 in Tokio wurde er mit einer Silbermedaille ausgezeichnet.
Der Film war Auslöser des Nestlé-Boykotts.